# Quilije Arslã IV
Roquonadim Quilije Arslã ibne Caicosroes (em persa: رکن الدین قلج ارسلان بن کیخسرو‎, Rukn ad-Dīn Qilij Arslān bin Kaykhusraw), melhor conhecido como Quilije Arslã IV ou Arslão IV, foi o sultão de Rum depois da morte de seu pai Caicosroes II (r. 1237–1246) em 1246. Foi instalado pelo Império Mongol em 1248 em detrimento de seu irmão mais velho Caicaus II (r. 1246–1260).